# 苏联武装力量
苏维埃社会主义共和国联盟武装力量（俄语：Вооружённые Силы Союза Советских Социалистических Республик），簡稱蘇聯武装力量（Вооружённые Силы Советского Союза），是苏联的武装力量，其前身为苏维埃俄罗斯武装力量。1922年12月30日，苏联武装力量随着苏联的成立而建立。
根据1925年的全联盟兵役法，苏联军事力量分为地面部队、空军部队、苏联红海军、国家政治保卫局和内卫部队5大部分，其中地面部队和空军部队统称苏联工农红军。国家政治保卫局在1934年归属内务人民委员部。二战结束后苏联进行军事改组，由陆军和空军部队组成的苏联工农红军和苏联红海军合并成为苏联武装力量。国土防空军、战略火箭军和全联盟国家民事防御部队先后在1948、1960和1970年成立并归属苏联武装力量。在顶峰时期，苏联武装力量共下辖6个兵种，按照苏联官方对其重要性的排序分别为战略火箭军、陆军、国土防空军、空军、海军和民防部队。除了受国防委员会指挥的苏联武装力量外，广义上的苏联军事力量还包括受克格勃指挥的边防军和受内务部指挥的内卫部队。
1988年，不含边防和内卫部队（约115万），苏联武装力量的兵力达到513万人。

## 军事体制

### 指挥结构
苏联武装力量的最高领导是苏共中央、最高苏维埃和部长会议。国防会议于1974年成立，是平时的最高国防决策机构，战时是军事最高领导机关，国防会议主席由苏共中央总书记担任。国防部是武装力量的中央领导机关，总参谋部是主要指挥机关，总政治部是武装力量中党的领导机关。实行普遍义务兵役制，海军服役3年，其他军兵种2年

### 历任国防会议主席
1. 列昂尼德·勃列日涅夫
2. 尤里·安德罗波夫
3. 康斯坦丁·契尔年科
4. 米哈伊尔·戈尔巴乔夫

## 军事实力

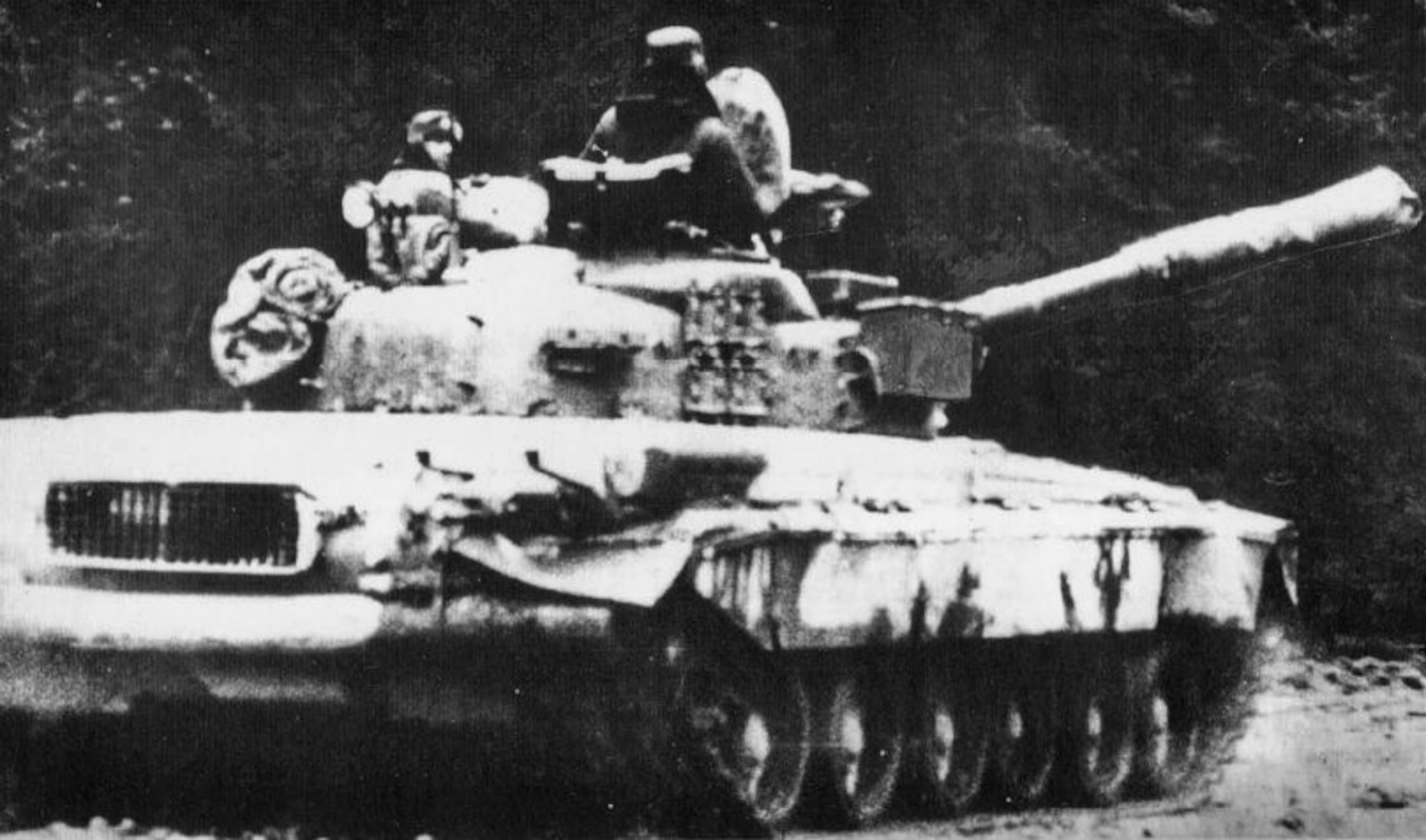
在東德演習的蘇聯軍T-80戰車

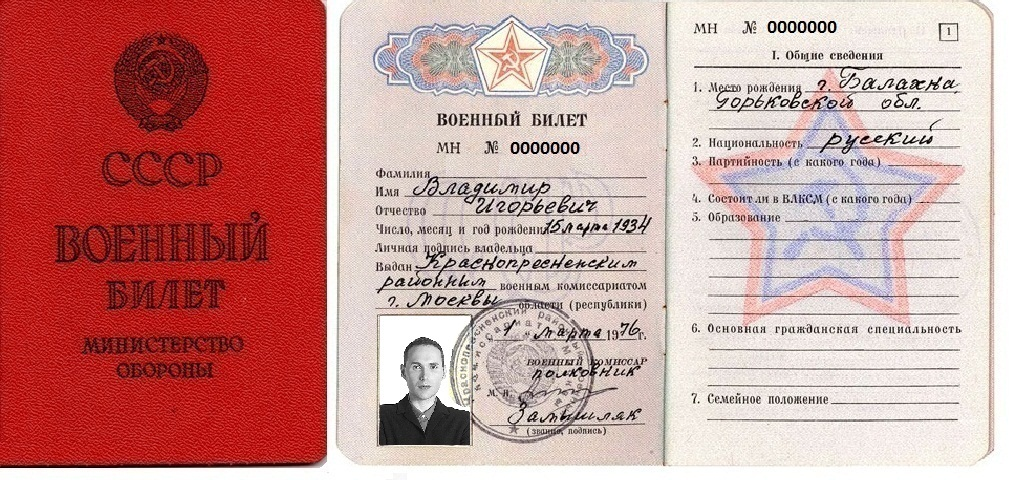
蘇軍軍人身份證

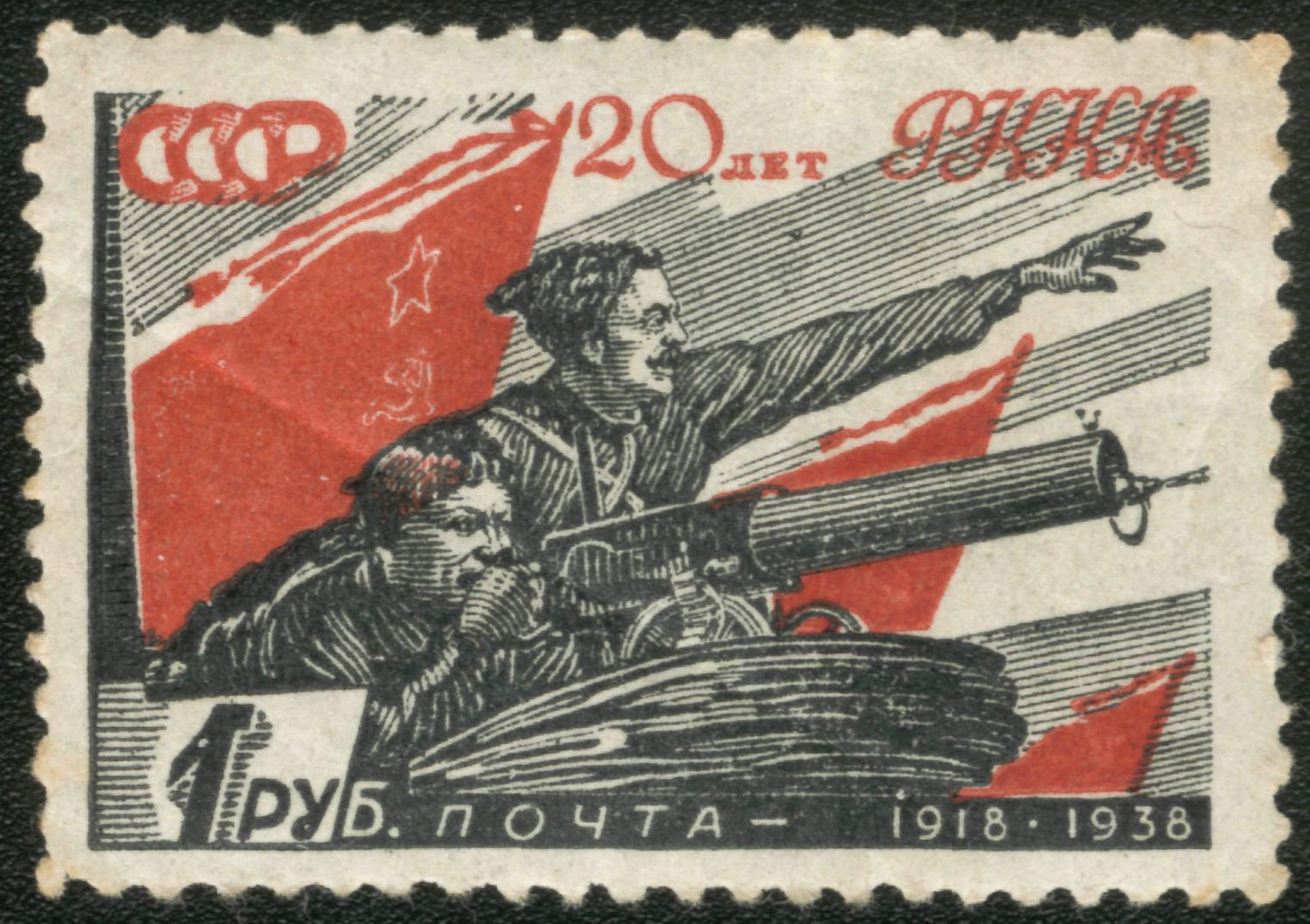
红军紀念国内革命战争郵票(图案为国内革命战争英雄恰巴耶夫)

### 陆军

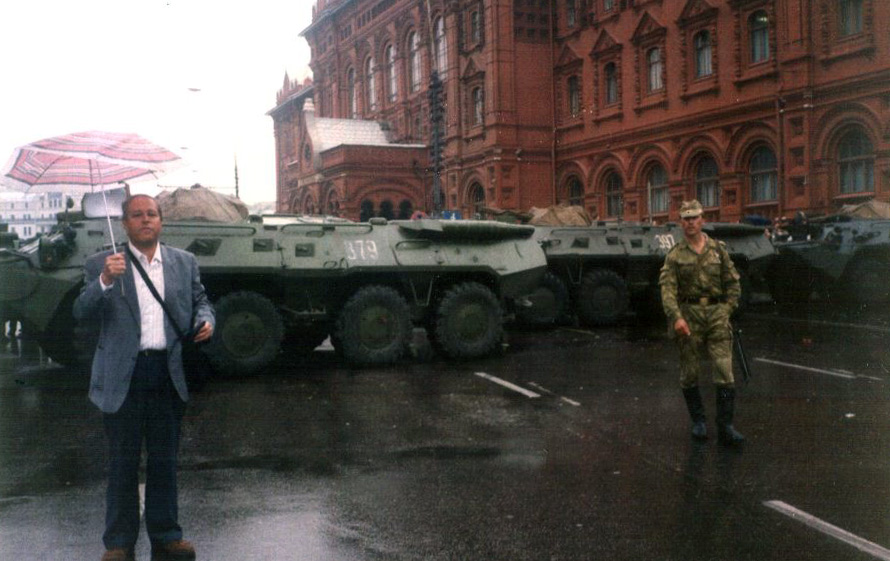
BTR裝甲車

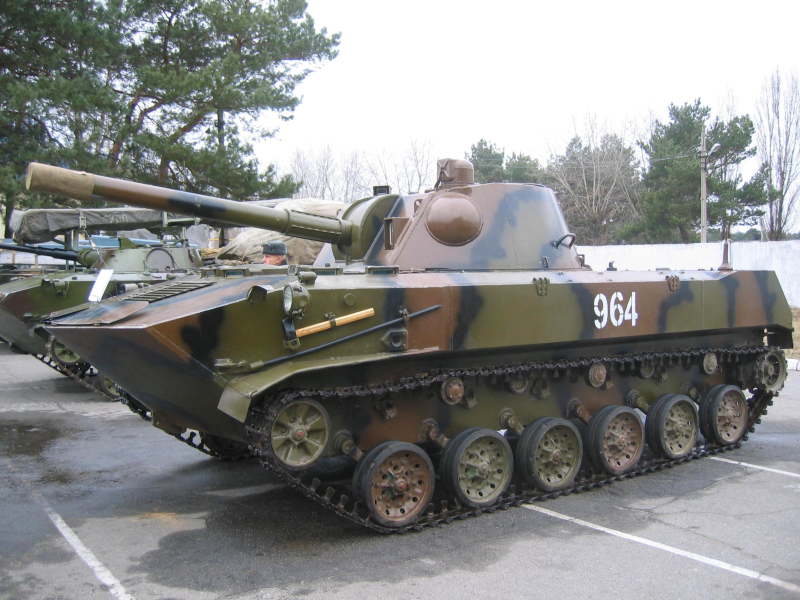
2S9 自走砲

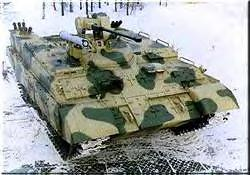
BTR-T步兵戰車

1988年时，苏联陆军人数399万，分为16个军区。编为51个坦克师、142个摩托化步兵师、7个空降师、约10个空中突击旅和16个方面军炮兵师，装备主战坦克8.3万辆、装甲战斗车辆15.3万辆、火炮2.9万门、地对地导弹发射架约1570部。
苏联陆军军区为：
1. 莫斯科军区，又稱中央陆军
2. 白俄罗斯军区
3. 列宁格勒军区
4. 基辅军区
5. 波罗的海军区
6. 伏尔加河沿岸军区
7. 乌拉尔军区
8. 外高加索军区
9. 北高加索军区
10. 敖德萨军区
11. 喀尔巴阡军区
12. 突厥斯坦军区
13. 中亚军区
14. 西伯利亚军区
15. 外贝加尔军区
16. 远东军区

### 海军
1988年时，苏联海军人数为45.1万，分为4个舰队和一个区舰队。装备弹道导弹潜艇79艘，巡航导弹潜艇和攻击潜艇268艘，主要水面作战舰只193艘，小型水面作战舰只797艘，登陆舰艇187艘，主要辅助船只269艘。5个舰队分别为：
1. 波罗的海舰队
2. 黑海舰队
3. 太平洋舰队
4. 北方舰队
5. 裏海區舰队

### 空军
1988年时，苏联空军人数为45.3万，远程航空兵约10万人，编为5个戰略航空军，装备中远程轰炸机752架；方面军航空兵约31.5万人，编入12个军区和驻东欧四国苏军集群的空军序列，装备战斗机、战斗轰炸机和攻擊機5167架。

### 国土防空军
1988年时，苏联国土防空军人数为63.5万，编入5个防空区和10个军区的防空军序列。拥有各型战斗机1300架，防空导弹发射架9600部，雷达约7000部，有反弹道导弹发射架100部。

### 战略火箭军
1988年时，苏联战略火箭军人数29.8万，编为6个火箭集团军，有发射控制司令部300个。拥有洲际导弹1398枚，战略作战飞机1690架。战略火箭军掌握着令人生畏的苏联核武器库，是苏联的战略导弹部队。

### 边防军
1988年时，苏联边防军人数为25万。

### 内卫部队
1988年时，苏联内卫部队人数为35万。

### 驻外部队
苏联是华沙条约组织的创始国，1988年，苏聯在德意志民主共和国驻军约38万人，波兰约4万、捷克斯洛伐克8万、匈牙利6.5万。苏联另在1987年前在阿富汗有兵力11.8万，在蒙古有6.5万。在越南、古巴及其他一些亚非拉国家也驻有军队或军事顾问和技术人员。

## 军衔制度
苏军分海、陆、空军军衔三类，有七等22级。其等级次序为：苏联大元帅、苏联元帅（苏联海军元帅）、军兵种主帅、大将和军兵种元帅、上将、中将、少将、上校、中校、少校、大尉、上尉、中尉、少尉、高级准尉、准尉、大士、上士、中士、下士、上等兵、列兵。请参见苏联元帅列表

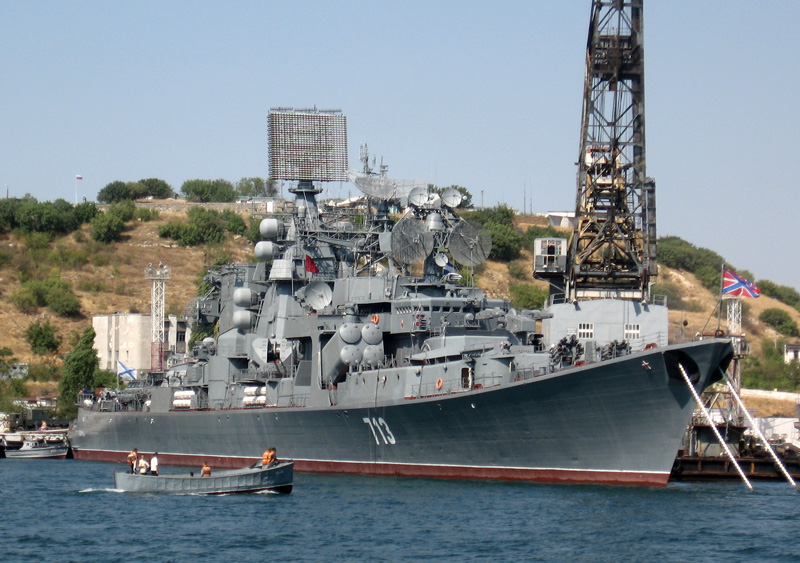
卡拉級巡洋艦

## 武装力量历史

### 内战时期
1917年11月7日（儒略历10月25日），十月革命爆发，布尔什维克夺取了权力，1918年1月28日，苏俄人民委员会组建了工农红军，几个月后又组建了工农红海军。随后工农红军、工农红海军与白军和波兰第二共和国、不列颠帝国、法兰西第三共和国、美利坚合众国、大日本帝国等14国的派遣军展开了一系列激烈的战斗，并击败了白军与外国干涉势力的军队，1920年，俄国内战基本结束，1922年，俄国内战彻底停止。苏维埃社会主义共和国联盟成立。

### 波苏战争
从1919年开始，为争夺西乌克兰地区的控制权，苏维埃俄国与波兰第二共和国开始爆发冲突，1920年4月，毕苏斯基的向东攻入乌克兰，苏维埃俄国与波兰第二共和国的战争公开化，苏俄的工农红军随后开始反攻，并进攻至波兰首都华沙附近，但波兰军队在华沙战役中取得了胜利。向东前进的波军节节胜利，苏俄提出求和，1920年10月，双方停火。1921年3月18日签订了正式的和平条约——《里加条约》，划分了波兰和苏联之间有争议的边界。

### 二战时期

#### 冬季战争

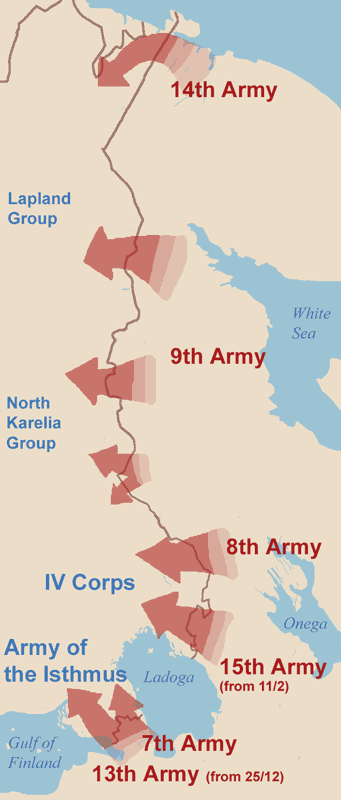
苏联红军进攻和芬兰军队防守态势图

1939年，苏联军队进攻芬兰，在付出了巨大的代价后迫使芬兰签订了和约，在这次战争中苏联红军损失惨重，48,000人阵亡，27万人失踪。芬兰方面则有22,830人阵亡。

#### 苏德战争
1941年6月22日凌晨4时30分，纳粹德国入侵苏联。由于苏联领导人准备不足，苏联红军在战争初期节节败退，1941年9月底，纳粹德国的中央集团军群大举进攻莫斯科，苏军凭借极其坚强的抵抗和熟悉的自然条件顶住了德军进攻，并于1941年12月转入反攻。

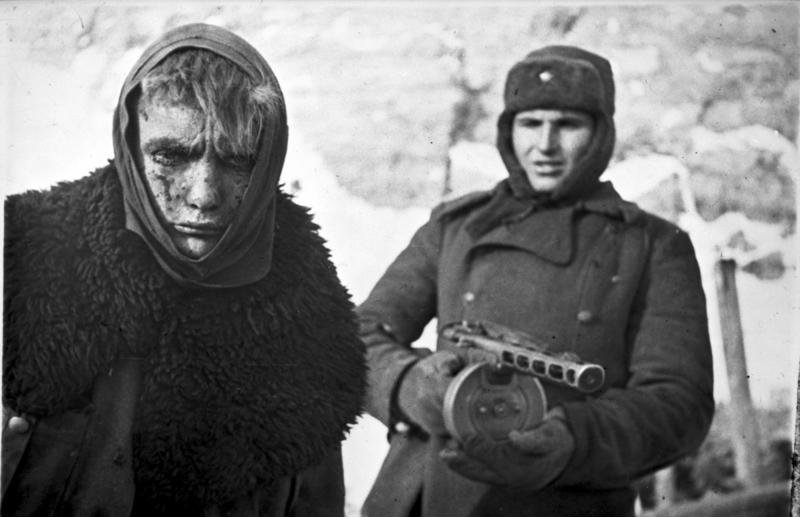
紅軍士兵正押送一名德軍戰俘前去囚禁

1943年，苏联红军赢得了斯大林格勒战役的胜利，使苏德战争出现了历史性转折。1943年7月，库尔斯克战役打响，8月23日，苏联红军取得了胜利，至此，苏联完全赢得了战争主动权。
1944年，苏联收复了本国的全部领土，并将战线推移到境外，进入波兰、罗马尼亚、保加利亚、南斯拉夫等国。1945年春天，苏军在东欧各国军民的配合下，通过布達佩斯戰役、維斯瓦河-奧得河攻勢、西里西亞攻勢、東波美拉尼亞攻勢，消灭大量德军有生力量，占领波兰、匈牙利、奥地利东部及维也纳、捷克斯洛伐克一部分和德国东部。1945年4月16日，苏联红军开始进攻柏林，5月2日下午3时，德军停止抵抗，柏林战役结束。
1945年5月8日24时，德国无条件投降仪式在柏林正式举行。参加仪式的苏方代表是朱可夫元帅和外交部副部长维辛斯基。仪式由朱可夫主持。盟军最高统帅部的代表为：英国空军上将特德、美国战略空军司令斯帕茨将军、法军总司令塔西尼，代表德国在投降书上签字的是：陆军元帅威廉·凱特爾、海军上将弗雷德堡、空军上将施通普夫。德国投降书于1945年5月9日零时生效。欧洲战争到此结束。

### 冷战时期
苏联军队在二战后直接或间接地参加了朝鲜战争、匈牙利事件、布拉格之春、中苏边界冲突、越南战争和阿富汗战争等。

### 解散
1991年底，苏联解体，苏军装备被15个独立的原苏联加盟共和国的武装力量所继承。1991年12月21日，在苏联解体的最后时刻，独联体的创始人11个加盟共和国的领导人签署了一项关于将苏联武装部队的指挥权委托给苏联国防部长叶夫根尼·沙波什尼科夫空军元帅的议定书。1992年2月14日，独联体国家元首委员会任命沙波什尼科夫为独联体联合武装部队（盟军）总司令。同年3月20日，在苏联国防部的基础上，成立了独立国家联合体联合武装部队（独联体武装部队）总司令部，以确保成员国的安全，保持军队的指挥和控制，并协调苏联武装部队的解散。
1992年，由于未能建立独联体联合武装部队，独联体成员国开始建立自己的国家武装部队，这些军队是前独联体武装部队分裂的结果。俄罗斯也在1992年5月7日组建俄罗斯军队。苏军的核武器则被俄罗斯、乌克兰、白俄罗斯和哈萨克斯坦四国继承，但白俄罗斯、乌克兰和哈萨克斯坦在1996年将境内所有核武器移交给俄罗斯，三国成为无核国家。原先驻扎在东欧国家的苏联军队在苏联解体后依旧驻扎在这些国家，在之后的几年里这些军队才陆续撤回俄罗斯境内，最后一名驻扎在东欧国家的苏军士兵在1999年10月离开波罗的海国家返回俄罗斯。

## 著名武器
- T-34坦克
- KV系列坦克
- IS系列坦克
- R7閃電號運載火箭
- 伊爾攻擊機
- 喀秋莎火箭炮
- ISU-152式重型突擊炮
- SU-85驅逐戰車
- AK-47突击步枪
- MON-200反人員地雷
- T-54/55系列主战坦克
- T-72主戰坦克
- T-80主戰坦克
- Mi-24雌鹿直升機
- 米格-21戰鬥機
- 米格-29戰鬥機
- 苏-27战斗机
- Tu-95轟炸機
- M-50轟炸機
- 颱風級核潛艇
- ASU-57空降自走炮